# Loving Lies
Loving Lies is een Amerikaanse dramafilm uit 1924 onder regie van W.S. Van Dyke. Destijds werd de film in Nederland uitgebracht onder de titel Wat de zee nam. De film is wellicht zoekgeraakt.

## Verhaal
Dan Stover is de kapitein van een havensleepboot. Zijn taak bestaat eruit om schepen weg te houden van een gevaarlijke zandbank, maar hij vertelt zijn zwangere vrouw Ellen dat hij altijd veilig in de haven blijft met zijn boot. Op een nacht wordt Dan eropuit gestuurd om een schip in veiligheid te brengen. Zijn vrouw wordt wakker gedurende een vreselijk onweer en ze bevalt van een doodgeboren kind. Zijn overste maakt Ellen wijs dat Dan een verhouding heeft met Madge Barlow, de verloofde van zijn overleden stuurman. Ellen vertrekt met een passagiersschip op het ogenblik dat Madge overlijdt en Dan haar kind meebrengt naar huis. Het passagiersschip loopt vast op de zandbank en Dan snelt zijn vrouw te hulp. Hij vertelt haar de waarheid over zijn werk en ze besluiten samen te zorgen voor het moederloze kind.

## Rolverdeling
| Acteur             | Personage           |
| ------------------ | ------------------- |
| Evelyn Brent       | Ellen Craig         |
| Monte Blue         | Kapitein Dan Stover |
| Joan Lowell        | Madge Barlow        |
| Charles K. Gerrard | Tom Hayden          |
| Ralph Faulkner     | Jack Ellis          |
| Ethel Wales        | Penny Wise          |
| Andrew Waldron     | Bill Keenan         |
| Tom Kennedy        | Kapitein Lindstrom  |